# László Cseh (Schwimmer, 1985)
László Cseh [ˈlaːsloː ʧɛ] (* 3. Dezember 1985 in Budapest) ist ein ungarischer Schwimmer.

## Werdegang
Csehs besondere Stärke ist das Lagenschwimmen. Bei den Olympischen Spielen 2008 in Peking gewann er auf allen drei Strecken, bei denen er antrat (400 m Lagen, 200 m Lagen und 200 m Schmetterling), jeweils die Silbermedaille, nur geschlagen vom US-Ausnahmeathleten Michael Phelps.
Bereits bei den Olympischen Spielen 2004 in Athen hatte er die Bronzemedaille über 400 m Lagen gewonnen. Ein weiterer Erfolg über diese Strecke ist die Silbermedaille bei den Weltmeisterschaften 2003 in Barcelona. Bei den Weltmeisterschaften 2005 in Montreal gewann er zunächst die Bronzemedaille über 100 m Rücken, dann die Silbermedaille über 200 m Lagen und wurde am letzten Tag der Wettkämpfe Weltmeister über 400 m Lagen. Bei den Europameisterschaften 2006 in Budapest gewann Cseh über 200 m Lagen Gold und stellte in 1:58,17 min einen neuen „Championship Record“ auf. Auch über 400 m Lagen siegte er deutlich. Über 200 m Rücken gewann er die Silbermedaille.
Bei den Kurzbahneuropameisterschaften 2007 im ungarischen Debrecen war Cseh vor heimischem Publikum der überragende Sportler. Er stellte nicht nur einen Weltrekord über 200 Meter Lagen (1:52,99 min) auf, sondern blieb über die doppelte Distanz in 3:59,33 min auch als erster Schwimmer unter der Vier-Minuten-Marke.
Während der Eröffnungsfeier der Olympischen Sommerspiele 2020 war er gemeinsam mit der Fechterin Aida Mohamed der Fahnenträger seiner Nation.

## Rekorde
| Europarekorde (4)        | Europarekorde (4) | Europarekorde (4) | Europarekorde (4) |
| ------------------------ | ----------------- | ----------------- | ----------------- |
| 200 m Schmetterling      | 01:52,70 min      | 13. August 2008   | Peking            |
| 200 m Lagen              | 01:55,18 min      | 29. Juli 2009     | Rom               |
| 400 m Lagen              | 04:06,16 min      | 10. August 2008   | Peking            |
| 400 m Lagen (Kurzbahn)   | 03:57,27 min      | 11. Dezember 2009 | Istanbul          |
| (Stand: 25. August 2014) |                   |                   |                   |